# Gnamptogenys bisulca
Gnamptogenys bisulca é uma espécie de formiga do gênero Gnamptogenys.